# SCC SBT
SCC SBT é uma emissora de televisão brasileira concessionada em Lages, porém sediada em Florianópolis, respectivamente cidade e capital do estado de Santa Catarina. Opera no canal 10 (46 UHF digital) e é afiliada ao SBT, sendo pertencente ao Sistema Catarinense de Comunicações. Sua sede em Florianópolis está no bairro Agronômica, e sua antena de transmissão no alto do Morro da Cruz. Em Lages, seu escritório funciona no edifício do SCC no Centro da cidade, e sua antena de transmissão está no topo do Morro do Pandolfo, às margens da Rodovia BR-116.

## História

### TV Planalto / SCC TV (1981–2000)
A emissora foi fundada como TV Planalto às 17h do dia 10 de julho de 1981, pelo empresário Roberto Rogério do Amaral, proprietário da Rádio Clube de Lages, sendo a primeira emissora de televisão da Serra Catarinense. No seu inicio, toda a programação era gerada de maneira local, sem afiliação com nenhuma rede de televisão. A grade era composta de programas e telejornais locais, além de enlatados como A Pantera Cor-de-Rosa, Tom & Jerry, Pica-Pau e 50 filmes de faroeste adquiridos com a Fox Films do Brasil. A emissora também manteve parceria com a TV Guaíba de Porto Alegre, Rio Grande do Sul, apresentando dois programas esportivos da emissora, Guaíba Ao Vivo, exibido de segunda à sexta entre 20h-21h, e Seleção de Gols, exibido aos domingos à 20h, com o resumo da rodada esportiva. Tal parceria deve-se ao fato da região de cobertura da emissora ter muitos torcedores da Dupla Grenal.
Em 1982, a emissora passou a exibir aos domingos, junto com o SBT, o Programa Silvio Santos, que passou a ocupar 9 horas da programação. Foi o passo inicial para as negociações com a rede, da qual passou a ser afiliada ainda no mesmo ano, deixando de ser uma emissora independente. Em 1983, a TV Planalto iniciou a expansão do sinal para o oeste de Santa Catarina, e em 1985, para o litoral catarinense. Neste ano, a emissora chegou pela primeira vez a capital Florianópolis, através do canal 4 VHF.
Em 1987, Roberto Amaral firmou parceria com o empresário Mário Petrelli, que naquele ano inaugurou a TV O Estado de Florianópolis e a TV O Estado de Chapecó, formando o Sistema Catarinense de Comunicações a partir de 1989. As emissoras de Petrelli passaram a utilizar as retransmissoras da TV Planalto no Oeste e no Litoral, enquanto a cobertura da TV Planalto passava a ser no Planalto Serrano e nas regiões do Meio Oeste, Alto Vale, Norte e Sul do estado. A parceria foi desfeita em 1997, quando as emissoras de Petrelli deixaram o SCC, de modo que Florianópolis e Chapecó passariam a adotar uma programação diferente de Lages, formando o embrião da Rede SC, criada em 2004, e a TV Planalto passava a se chamar SCC TV. As retransmissoras no entanto continuaram sendo utilizadas pelas emissoras de Petrelli até 2000, quando a SCC TV entrou em negociações para uma afiliação com a RedeTV!.

### RedeTV! Sul (2000–2008)
Na madrugada de 1.º de dezembro de 2000, a TV Planalto passou a transmitir a programação da RedeTV!, e mudou de nome para RedeTV! Sul. A emissora pode então novamente expandir seu sinal para todo o estado de Santa Catarina, e como parte do contrato, também poderia cobrir os estados do Rio Grande do Sul e Paraná (este último contava apenas com a afiliação da TV Sudoeste de Pato Branco).
A emissora inaugurou uma sucursal no Morro da Cruz em Florianópolis, onde foram produzidos boa parte de seus programas, e passou a transmitir sua programação na capital através do canal 18 UHF, em uma retransmissora pertencente à RedeTV!. Em seu auge, chegou a cobrir parte do Paraná, chegando ao Oeste e Norte do estado até a entrada da TV Viana de Assis Chateaubriand, que passou a cobrir a região. Em maio de 2007, a RedeTV! Sul completou sua área de cobertura em Santa Catarina ao instalar retransmissoras nas cidades do Oeste e Extremo-Oeste, regiões onde boa parte das retransmissoras havia sido repassada para a TV O Estado em 2000.

### SBT Santa Catarina (2008–2019)
Em 29 de novembro de 2007, os dirigentes da emissora anunciam que assinaram novamente contrato com o SBT para retransmitir seu sinal em Santa Catarina, visto que a Rede SC rompeu com a rede e assinou com a Rede Record, posteriormente mudando seu nome para RIC TV. Com isso, à 1h53 do dia 1.º de fevereiro de 2008, a emissora deixa a RedeTV!, após o fim do Programa Amaury Jr., e passa a ser afiliada ao SBT após quase 7 anos, mudando seu nome para SBT Santa Catarina.
O primeiro programa do SBT exibido pela nova emissora foi o Jornal do SBT Manhã. Ainda no mesmo dia de inauguração, o SBT Santa Catarina passou a transmitir seu sinal em Florianópolis através de uma retransmissora implantada no município de São José, no canal 59 UHF. Porém devido a problemas de cobertura ocasionados pela topografia das montanhas, tempos depois implantaram uma retransmissora no Morro da Cruz, no canal 45 UHF.
No decorrer do ano, a emissora promoveu muitas mudanças, reformulando seu jornalismo com a criação dos telejornais SC Repórter 1.ª edição e SC Repórter 2.ª edição. Também expandiu a sua sucursal em Florianópolis, onde passou a ser produzida parte da programação da emissora, e também reformou as suas sucursais em Joinville, Blumenau, Criciúma, Joaçaba e Chapecó. Em 2009, o sinal da emissora foi ampliado para 95% do estado de Santa Catarina.
Em 19 de novembro de 2012, o SBT Santa Catarina deixou a sucursal de Florianópolis instalada no Morro da Cruz e inaugurou sua nova sede no bairro Agronômica. No mesmo dia estrearam também novos cenários para os programas da emissora, e toda sua programação passou a ser gerada de Florianópolis. No ano de 2013, a emissora iniciou a implantação do seu sinal digital, começando pelas suas sucursais e depois as outras retransmissoras.

### SCC SBT (2019–presente)
Em fevereiro de 2019, o SBT implementou uma estratégia para eliminar as marcas regionais de suas emissoras. Como resultado, a emissora adotou o nome SCC SBT, retomando a marca do Grupo SCC, que havia sido utilizada entre 1997 e 2000.
Em maio de 2023, foi anunciado por Arilton Oliveira, pastor da Igreja Adventista do Sétimo Dia, através de seu perfil oficial no Twitter, que a Igreja Adventista havia firmado um contrato com a emissora SCC SBT. O acordo prevê a transmissão de um programa chamado Primeiro Deus, apresentado por Oliveira. O programa terá duração de uma hora e será exibido de segunda a sexta-feira, às 5h da madrugada. A estreia está prevista para junho de 2023. O valor do contrato não foi divulgado. No dia 5 de junho, o programa Primeiro Deus estreou na programação da emissora.

## Sinal digital
| Canal virtual | Canal digital | Resolução de tela | Programação                            |
| ------------- | ------------- | ----------------- | -------------------------------------- |
| 45.1          | 46 UHF        | 1080i             | Programação principal do SCC SBT / SBT |

A emissora iniciou suas transmissões digitais em março de 2013, através do canal 46 UHF em Lages. Já Florianópolis passou a receber o sinal digital da emissora em 30 de setembro do mesmo ano, também pelo canal 46 UHF. Os programas da emissora passaram a ser produzidos em alta definição na mesma época.
Transição para o sinal digital
Com base no decreto federal de transição das emissoras de TV brasileiras do sinal analógico para o digital, o SCC SBT, bem como as outras emissoras de Lages, irá cessar suas transmissões pelo canal 10 VHF em 31 de dezembro de 2023, seguindo o cronograma oficial da ANATEL.

## Programas

### Jornalismo
O primeiro telejornal da emissora foi o Telejornal Panorama, apresentado ao meio-dia por Mário Motta e Marisa Helena, com uma hora de duração. Além das notícias, o telejornal possuía o quadro "Cadeira Alfred", patrocinado pelas Lojas Alfred, que entrevistava várias personalidades de Santa Catarina e do Brasil, e foi comandado por nomes como Gilberto Motta e Adilson Oliveira. O Telejornal Panorama também possuiu um quadro esportivo apresentado por Quirino Ribeiro, que se manteve 20 anos à frente da atração. Com a afiliação com a RedeTV!, a emissora lançou o telejornal RTV! Sul, e o Programa Roberto Salum, apresentado da sucursal de Florianópolis.
Com o retorno ao SBT, a emissora lançou o telejornal SC Repórter, com duas edições apresentadas no horário da tarde e da noite. Em 24 de julho de 2010, o SBT Santa Catarina substituiu a 1.ª edição do SC Repórter pelo SBT Meio-Dia, apresentado por Moacir César de Oliveira. Na sua estreia, o telejornal contou com a presença dos jornalistas Hermano Henning e Karyn Bravo. Em 2 de agosto, foi a vez do SC Repórter 2.ª edição ser substituído pelo SBT News. Em 10 de fevereiro de 2011, o jornalista Luiz Carlos Prates foi contratado pela emissora, passando a ter uma coluna diária de comentários no SBT Meio-Dia em 21 de fevereiro. Nesse mesmo dia, o jornalista Marcelo Martins assumiu a apresentação do SBT News.
Em 2015, os telejornais da emissora passam por mudanças. O SBT Meio-Dia passa a ser apresentado por Marcelo Martins e Ildiane Silva, enquanto o SBT News fica sob o comando de Fernando Machado, e passa a contar com os comentários sobre política de Cláudio Prisco. Em 15 de abril, o jornalista Luiz Carlos Prates é demitido do SBT Santa Catarina após tecer um comentário polêmico sobre pessoas com depressão, afirmando que o copiloto do Voo Germanwings 9525, Andreas Lubitz, era um "covarde existencial", e que "pessoas que sofrem de depressão são covardes existenciais".
Em 16 de julho de 2016, a emissora e o SBT RS passam a exibir o jornalístico Negócios da Terra, produzido desde 2008 pela Rede Massa do Paraná, para todo o sul do país.
Em 11 de março de 2019, o SBT Meio Dia é reformulado, passando a ter duas horas de duração, além de ter novos âncoras e comentaristas. Cibelly Favero passou a apresentar as pautas factuais com Fernando Machado, além de Maria Ester, que passou a cuidar das pautas de variedades e entrevistas com convidados. Já Hélio Costa, vindo da RIC TV, passou a apresentar o quadro "SBT Comunidade", onde trata de problemas comunitários, somando-se ao comentarista de política Cláudio Prisco Paraíso, que permanece no telejornal. Ildiane Silva, que dividia a apresentação do SBT Meio Dia com Fernando Machado, passou a ocupar o lugar dele no SBT News. Em 16 de outubro, a apresentadora do SBT News, Ildiane Silva, foi demitida após 7 anos na emissora. Em seu lugar assumiu a jornalista Bruna Radtke, a partir de 11 de novembro.
Em 16 de fevereiro de 2021, a emissora reformulou seus telejornais, que estrearam novos pacotes gráficos e vinhetas e também mudaram de nome após 11 anos, passando a se chamar SCC Meio-Dia e SCC News. Em 17 de abril, estreou aos sábados o programa de entrevistas Ponto & Contraponto, apresentado por Cláudio Prisco Paraíso, que recebe semanalmente uma figura pública do estado para debater os assuntos do cotidiano catarinense.
Em 7 de março de 2022, Cibelly Favero tornou-se a nova titular do SCC News, substituindo Bruna Radtke, que deixou a emissora. Em 9 de maio, estreou nas manhãs o Primeiro Impacto SC, versão local do telejornal exibido pelo SBT, com a apresentação de Clayton Ramos.
Em 13 de janeiro de 2023, o jornalista Cláudio Prisco Paraíso foi demitido pela emissora após divulgar informações incorretas sobre o tratamento dado pela Polícia Federal aos manifestantes detidos após os ataques de 8 de janeiro em Brasília e fazer ataques ao ministro do Supremo Tribunal Federal, Alexandre de Moraes, durante o programa SCC Meio-Dia. Com a demissão de Prisco, o programa Ponto & Contraponto, que ele apresentava ao sábados, passou a ser comandado pelo comentarista político Roberto Azevedo.

### Entretenimento
Inicialmente, a programação diária da emissora era composta pelos programas Tarde Feminina, que trazia temas sobre o universo feminino, e Bric Brec, voltado para o público infantil. Aos sábados ia ao ar o Gente Nossa, programa de auditório apresentado por Maneca, radialista da Rádio Clube de Lages, e aos domingos, seu parceiro Tavinho apresentava o Roda de Chimarrão, programa de música tradicionalista, que ficou no ar por 18 anos.
Após a afiliação com a RedeTV!, a emissora abriu um grande espaço de programação local para produções independentes como Oh! de Casa, Cia. Liberdade, Supertrans, Bate Papo na Cozinha, entre outros. Sua grade de programação local passou a ser a maior do estado, oferecendo mais de 100 horas semanais de conteúdo regional.
Em 23 de fevereiro de 2015, a emissora estreou o programa SBT e Você, apresentado por Andrea Buzato, na faixa do meio-dia. Em 4 de março de 2016, Andrea foi demitida da emissora, e o programa passou a ser apresentado por Marja Nunes. O programa saiu do ar no fim de 2018.
Em 28 de setembro de 2019, estreou Receita de Família, talent show exibido por temporada que anteriormente era um quadro do programa SBT e Você em 2018. A atração é apresentada pelo chef Carlos Bertolazzi, que já havia feito outros programas de culinária no SBT, como o Cozinha sob Pressão e o BBQ Brasil: Churrasco na Brasa.
Após cerca de três anos sem programas de variedades na faixa do almoço, a emissora estreou em 19 de abril de 2021 o programa A Tarde é Nossa, apresentado por Laércio Botega, Maria Ester e pela humorista Mônica Prim, que interpreta a personagem "Dona Maricotinha".